# Sommer-Paralympics 2024/Teilnehmer (Palästinensische Autonomiegebiete)
| stlisierte Goldmedaille | stlisierte Silbermedaille | stlisierte Bronzemedaille |
| ----------------------- | ------------------------- | ------------------------- |
| —                       | —                         | —                         |

Aus den Palästinensischen Autonomiegebiete nahm an den Paralympischen Spiele 2024 in Paris ein Leichtathlet teil.

## Teilnehmer nach Sportart

### Leichtathletik
| Athleten          | Klassifizierung | Wettbewerb  | Finale      | Finale |
| Athleten          | Klassifizierung | Wettbewerb  | Zeit/Weite  | Rang   |
| ----------------- | --------------- | ----------- | ----------- | ------ |
| Männer            |                 |             |             |        |
| Fadi J. S. Aldeeb | F55             | Kugelstoßen | 8,81 m (SB) | 10     |

SB: Saison-Bestleistung